# Potkovac
Potkovac (cyr. Потковац) – wieś w Czarnogórze, w gminie Pljevlja. W 2011 roku liczyła 83 mieszkańców.